# منيبوس الكلبي
منيبوس الجداري، كان فيلسوفاً كلبياً وأديباً عاش في القرن الثالث قبل الميلاد، ولد في مدينة جدارا في سوريا الجوفاء (والتي تعرف حالياً باسم أم قيس في الأردن). وقد أشتهر بفضل هجاءه الساخر، حتى أن مذهب الهجاء المنيبي قد سمي بهذا الاسم نسبة له. كان لأعماله تأثير على كل من لوقيان السميساطي، وماركوس تيرينتيوس فارو وقد ذكره جملة من الفلاسفة الذين جاءوا من بعده مثل ماركوس أوريليوس الذي ذكره في مجموعة من تأملاته.

## حياته
ولد منيبوس في جدارا (أم قيس) فيما كان يعرف بسوريا الجوفاء، وتذكر المصادر القديمة بإنه عاش جزء من حياته كعبد في بونتوس حتى نال حريته وعاش في ثيفا(طيبة)  ويقال أنه جمع ثروة بعد ذلك نتيجة لإقراض المال وأنه قد خسر ماله وإنتحر. 

## مذهبه الفكري وأعماله
يعتبر منيبوس إلى جانب كل من أقراطس الطيبي، ديوجانس الكلبي، وأنتيستنيس من أكثر الشخصيات المؤثرة في الفلسفة الكلبية، وعلى الرغم من جزء كبير من كتاباته لم يعد موجوداً اليوم، حيث أن أعماله قد ضاعت وإندثرت إلا أنه يمكن إستنتاج تأثيره من خلال بعض الكتابات التي تناقلها الفلاسفة وذكروها في أعمالهم الخاصة، وكان ذلك وضحاً من خلال منهجه القائم على مناقشة المواضيع الجادة بأسلوب ساخر وهزلي ولذلك فقد أطلق عليه ستيفانوس لقب «المهرج الجاد». وتنسب له مقولة «كل شيء هو كما يريده الفكر أن يكون»
. 